# 中国神华能源
中国神华能源股份有限公司，簡稱中國神華能源、神華，是中国北京一家主要从事煤炭采掘和发电业务的国有控股企业 ，拥有相关的铁路、港口等运输网络。
根据CDPCDP全球环境信息研究中心的计算，在2015年神华能源占了全球工业温室气体排放量的2.4%，是碳排放量排名世界第五的公司（仅次于沙特阿美、俄天然气、伊朗国家石油和印度煤炭） 。

## 概述
中国神华能源股份有限公司是神华集团有限责任公司的控股子公司。神华集团的前身是1985年成立的华能精煤公司，隶属于华能集团。1995年，为了更好地开发位于陕西北部与内蒙古交界处的神木—府谷—东胜煤田，中国国务院决定将华能精煤公司从华能集团独立出来，成立了神华集团，专业从事神东煤田的开发。此后，神华集团便开始了煤炭、铁路、港口、发电厂一体化的建设历程。2004年，神华集团重组旗下的主要资产，发起成立了神华能源公司，并于次年在香港交易所发行H股上市。
神华能源的优势主要体现在它的产业衔接上。一般而言，煤炭企业介入下游生产的路径主要有煤炭—焦炭一体化和煤炭—发电一体化两种。神华能源作为国家级的能源公司，专业从事后一种开发。它不仅煤炭产量位居中国首位，发电能力也名列前茅。此外，它还建设了包神铁路、神朔铁路、朔黄铁路和黄骅港、天津港码头等煤炭运输设施。
公司现有四个矿区群，除了主力神东矿区，还有万利、准格尔和胜利等三个矿区。其中神东和万利是井工矿，另两者是露天矿。公司的煤炭生产实现了高度机械化，事故率极低。公司拥有的发电厂大都位于北京、天津、河北、辽宁、浙江、广东等沿海经济发达地带和矿区周边，机组容量较大，性能先进，成本较低。
2011-07-05由中國神華牽頭財團 取得世界最大型煤礦項目蒙古塔班陶勒盖煤矿（Tavan Tolgoi）西部Tsankhi區塊權益
煤儲量約十二億噸
神華和三井物產將佔項40%權益，俄羅斯企業財團及美國博地能源（Peabody Energy）將分別持有項目36%及24%權益
據估計該項目初步投資金額七十億美元
2012年3月1日神華能源向母公司神華集團收購四項從事煤炭及電力相關股權或資產，共涉資34.49億元（人民幣．下同），當中7.39億元收購3996輛鐵路敞車，餘額收購國華太倉50%股權、巴彥淖爾60%股權及神華香港全數股權。董事認為，收購將提升公司在江蘇地區的裝機容量，並有助公司從蒙古進口更多煤炭
2017年8月28日，神華能源以相關火電公司股權及資產和國電電力發展股份共同組建合資公司，兩者共注資666億元，由國電電力擁有合資公司控股權。其中，國電電力出資的標的資產的作價合計約為373.73億元，中國神華出資的標的資產作價合計約為292.74億元。同日，国务院国有资产监督管理委员会宣布中国国电集团公司与神华集团有限责任公司合并重组为国家能源投资集团有限责任公司。

## 业务
中国神华能源股份有限公司的主营业务是煤炭采掘和发电。它拥有和控制了数家大中型发电厂。
- 台山发电厂，位于广东省江门市大广海湾经济区，装机容量509万千瓦，由2台60万千瓦机组、3台63万千瓦机组以及2台100万千瓦机组构成[4]。
- 宁海发电厂，位于浙江省宁波市，装机容量440万千瓦，由4台60万千瓦机组和2台100万千瓦机组构成。
- 黄骅发电厂，位于河北省沧州市，装机容量240万千瓦，由4台60万千瓦机组构成。
- 锦界发电厂，位于陕西省榆林市，装机容量120万千瓦，由2台60万千瓦机组构成。
- 准格尔发电厂，位于内蒙古区鄂尔多斯市，装机容量140万千瓦，由2台10万千瓦和4台30万千瓦机组构成。
- 余姚燃气发电厂，位于浙江省宁波市，装机容量70万千瓦，由2台35万千瓦机组构成。
- 北京第一热电厂，位于北京市，装机容量40万千瓦，由2台20万千瓦机组构成。
- 嘉兴发电厂（二期），位于浙江省嘉兴市，装机容量240万千瓦，由4台60万千瓦机组构成。
- 绥中发电厂，位于辽宁省葫芦岛市，装机容量160万千瓦，由2台80万千瓦机组构成。
- 定州发电厂，位于河北省保定市，装机容量120万千瓦，由2台60万千瓦机组构成。
- 盘山发电厂（一期），位于天津市，装机容量100万千瓦，由2台50万千瓦机组构成。
- 三河发电厂，位于河北三河市，装机容量70万千瓦，由2台35万千瓦机组组成。
- 神華萬州電廠，位于重慶市，兩台1000兆瓦超臨界燃煤發電機組，投產後年耗煤量約450萬噸。動態總投資約77.4億元人民幣

## 加入藍籌
2007年11月7日，恆指服務公司宣佈中國神華加入恆生指數成份股(藍籌股)，2007年12月10日生效。

## 参看
- 台山发电厂
- 嘉兴发电厂
- 华能国际电力股份有限公司
- 中國博奇環保科技控股有限公司

## 外部連結
- 神华能源官方網站（页面存档备份，存于）